# Врук, Джулиан
Джулиан Эдвард Врук (англ. Julian Edward Wruck; род. 6 июля 1991, Брисбен) — австралийский легкоатлет, специалист по метанию диска. Выступал за сборную Австралии по лёгкой атлетике в 2008—2015 годах, многократный победитель и призёр первенств национального значения, участник летних Олимпийских игр в Лондоне.

## Биография
Джулиан Врук родился 6 июля 1991 года в Брисбене, штат Квинсленд.
С детства увлекался спортом, во время учёбы в школе играл в регби и баскетбол, занимался академической греблей и лёгкой атлетикой. В возрасте 15 лет из-за серьёзной травмы ноги, полученной в ходе баскетбольного матча, вынужден был на некоторое время покинуть спорт, но затем вернулся — сосредоточился на толкании ядра и метании диска.
Впервые заявил о себе на международном уровне в сезоне 2008 года, когда вошёл в состав австралийской национальной сборной и выступил на юношеских Играх Содружества в Пуне — в зачёте метания диска превзошёл всех соперников, завоевав золотую медаль.
В 2010 году в метании диска выиграл бронзовые медали на чемпионате Австралии в Перте и на юниорском мировом первенстве в Монктоне. На Играх Содружества в Дели с результатом 56,69 стал в финале восьмым.
После окончания школы уехал учиться в США в Техасском технологическом университете, откуда со спортивной стипендией перевёлся в Калифорнийский университет в Лос-Анджелесе, где получил степень в области философии. Состоял в университетских командах по лёгкой атлетике, неоднократно принимал участие в различных студенческих соревнованиях, в частности в 2011 и 2013 годах выигрывал первый дивизион чемпионата Национальной ассоциации студенческого спорта (NCAA).
Имея результат выше олимпийского квалификационного норматива (65,00), прошёл отбор на летние Олимпийские игры 2012 в Лондоне — в программе метания диска на предварительном квалификационном этапе показал результат 60,08 метра, чего оказалось недостаточно для выхода в финал.
В 2013 году одержал победу на чемпионате Австралии в Сиднее, тогда как на соревнованиях в американском Клермонте установил свой личный рекорд в метании диска — 68,16 метра. Участвовал в чемпионате мира в Москве — в финале метнул молот на 62,40 метра, расположившись в итоговом протоколе соревнований на 11-й строке.
В 2014 году занял девятое место на Играх Содружества в Глазго (58,37).
В 2015 году вновь стал чемпионом Австралии, показал 12-й результат в финале чемпионата мира в Пекине (60,01).
В апреле 2017 года с результатом 61,56 был лучшим на национальном турнире в Сиднее — тем самым в третий раз победил на чемпионате Австралии.
Завершил спортивную карьеру по окончании сезона 2018 года.